# 圣马丁堂区 (路易斯安那州)
聖馬丁堂區（英語：St. Martin Parish）是位於美国路易斯安那州中南部的一個堂區，中間被伊比利亞堂區分成兩份。面積2,115平方公里。根據2020年美國人口普查，共有人口51,767人。治所聖馬丁維爾 （St. Martinville）。該堂區成立於1807年3月31日，堂區名來自圖爾的聖馬丁。